# بريسيلا فاريا دي أوليفيرا
بريسيلا فاريا دي أوليفيرا هي لاعبة كرة قدم برازيلية، ولدت في 10 مارس 1982 في ساو باولو في البرازيل. شاركت مع منتخب البرازيل لكرة القدم للسيدات.

## وصلات خارجية
- بريسيلا فاريا دي أوليفيرا على موقع الاتحاد الدولي (مؤرشف)  (الإنجليزية)
- بريسيلا فاريا دي أوليفيرا على موقع قاعدة بيانات كرة القدم.إي يو (الإنجليزية)
- بريسيلا فاريا دي أوليفيرا على موقع Soccerway.com (الإنجليزية)